# زهران (شارع)

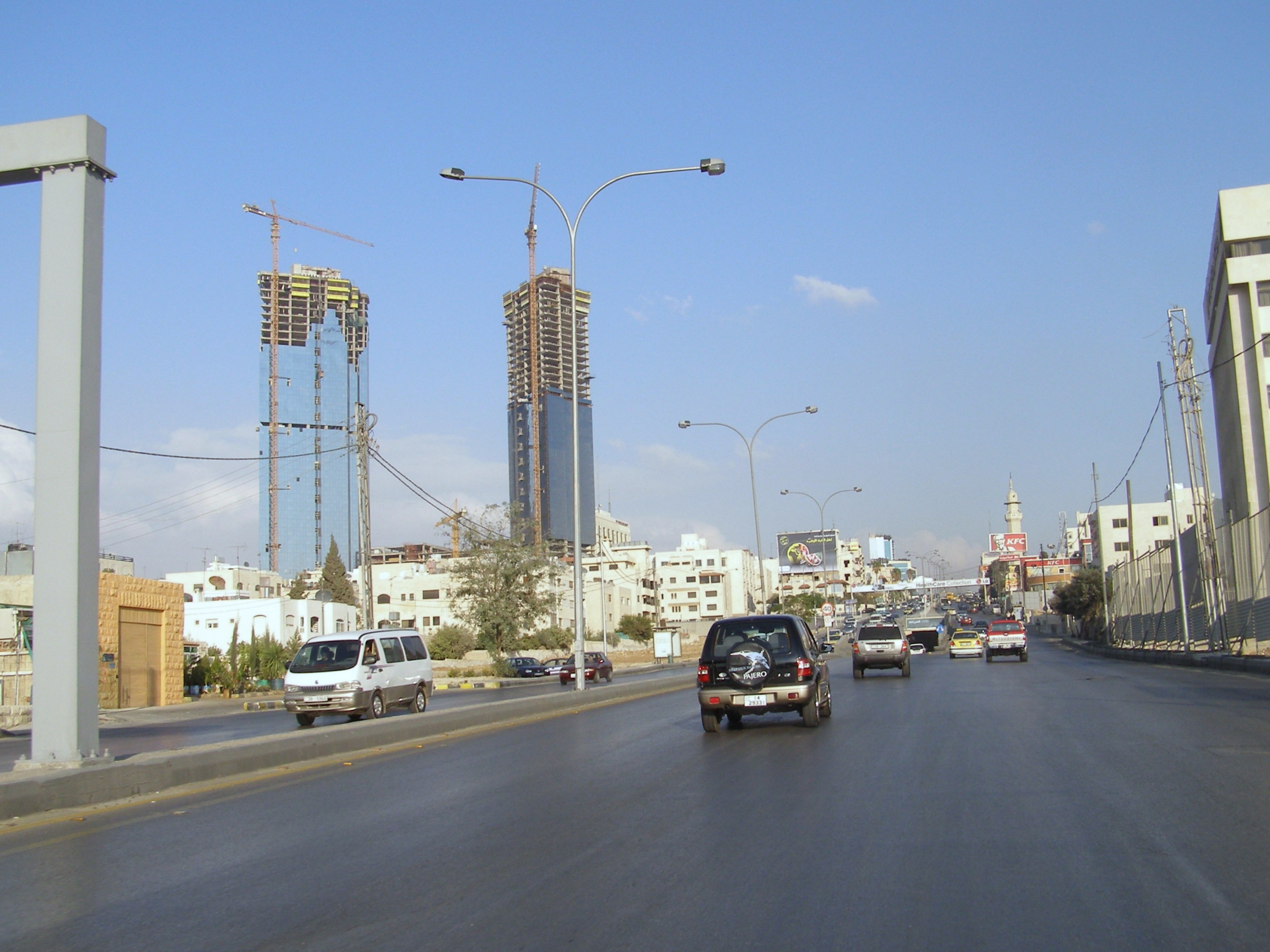
شارع زهران بين الدوار السابع والدوار الثامن

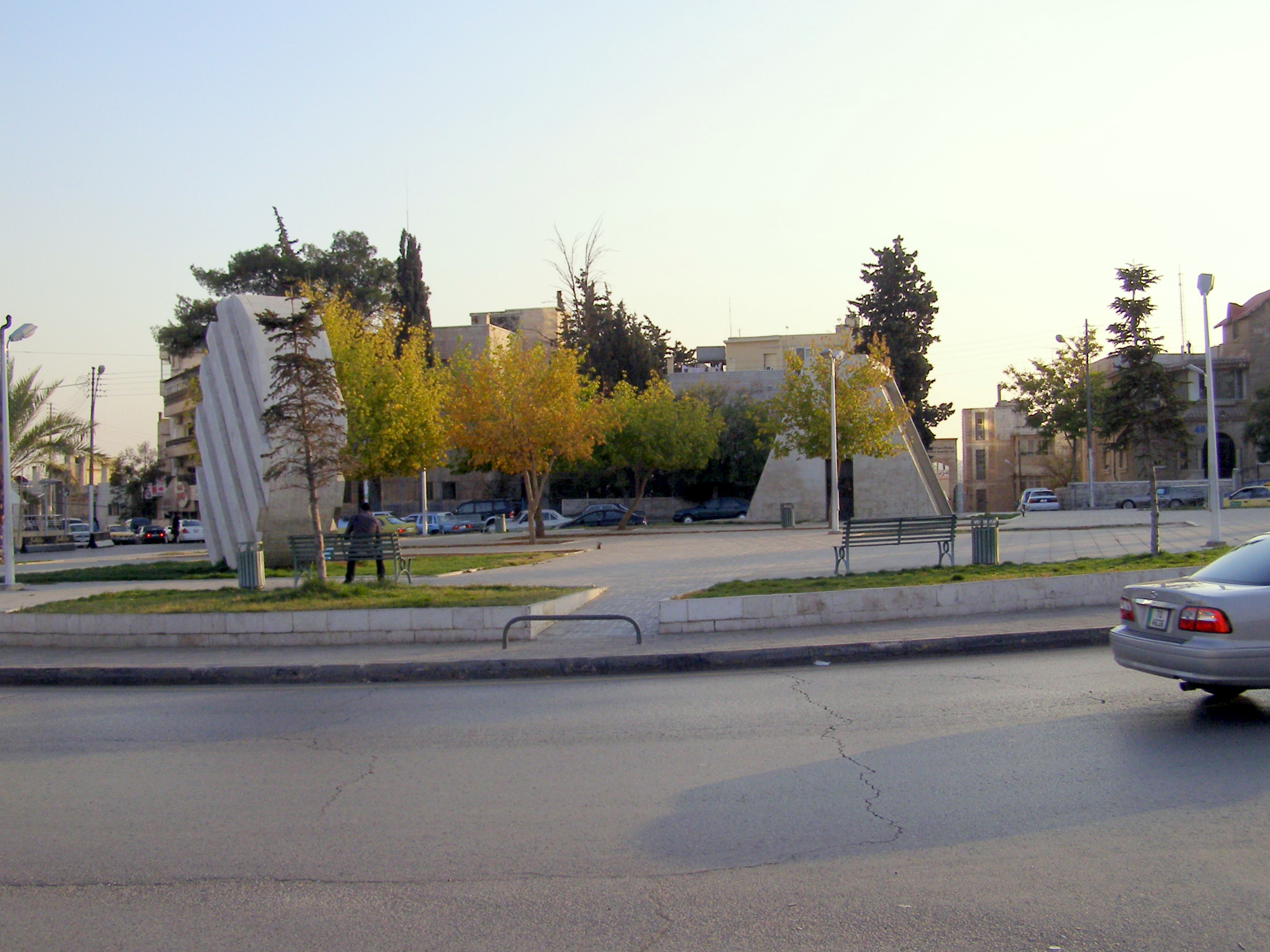
شارع زهران - الدوار الثاني

شارع زهران من أهم شوارع العاصمة الأردنية عمان فهو يمتد على مدى 7,5 كم تقريبا من الدوار الأول شرقاً في حي جبل عمان بمنطقة زهران وحتى الدوار الثامن عند بيادر وادي السير غرباً.
المنطقة من الدوار الأول وحتى الدوار الخامس تشمل العديد من المنشآت التراثية مثل قصر زهران والكلية العلمية الإسلامية ونادي الملك حسين وفندق إنتركونتيننتال الأردن. وغيرها من المباني السكنية التي تم إنشاءها في بدايات ومنتصف القرن الماضي والتي لا تزيد عن الطوابق الأربعة.
أما الجزء الأكثر حداثة من الدوار السادس وحتى الثامن فيتصل مع أهم الطرق الأخرى التي تعتبر شرايين هامة للعاصمة كطريق المطار والطريق المؤدي إلى شمال وجنوب الأردن.